# Eingleisstelle

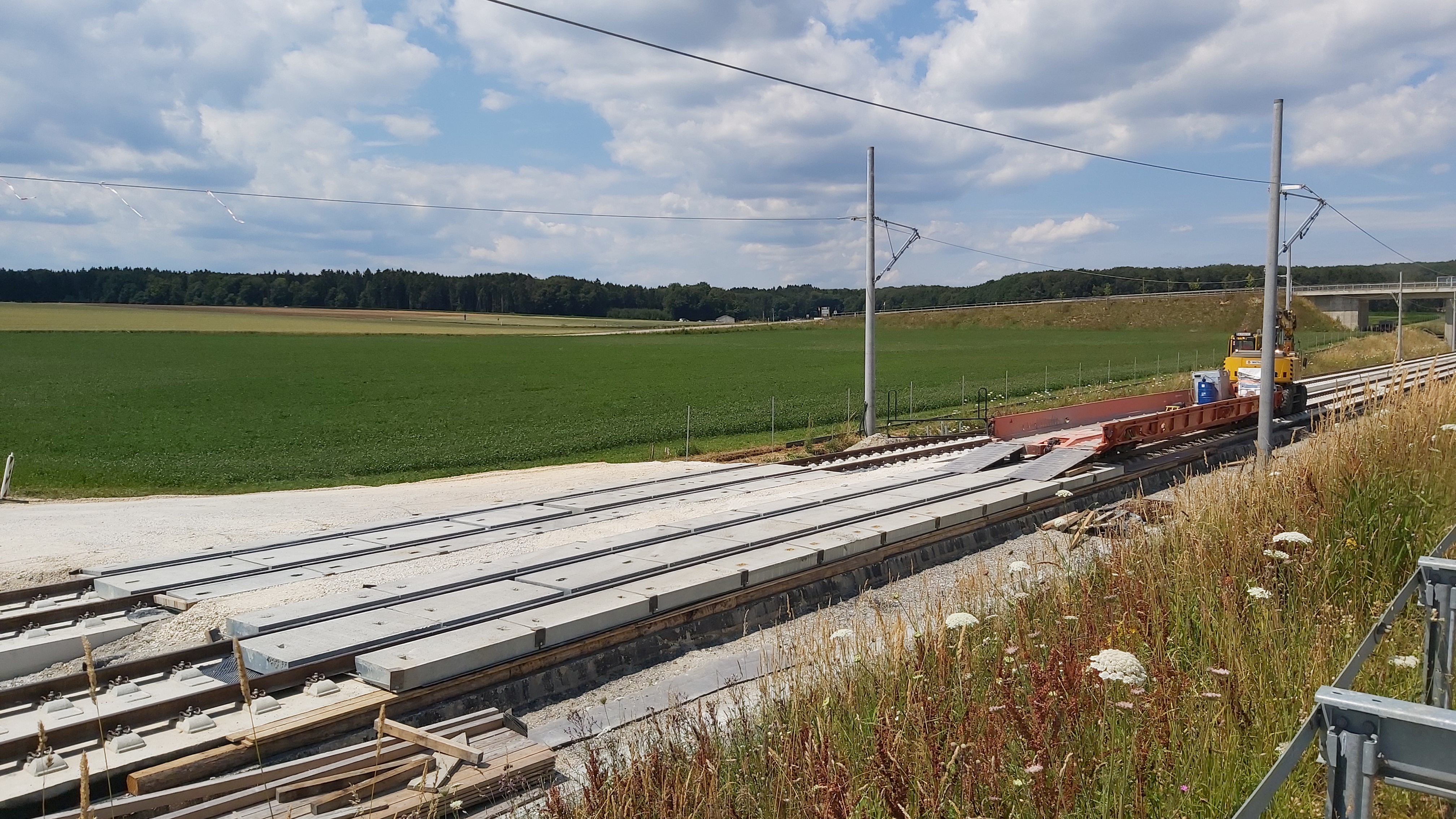
Provisorische Eingleisstelle während der Bauphase

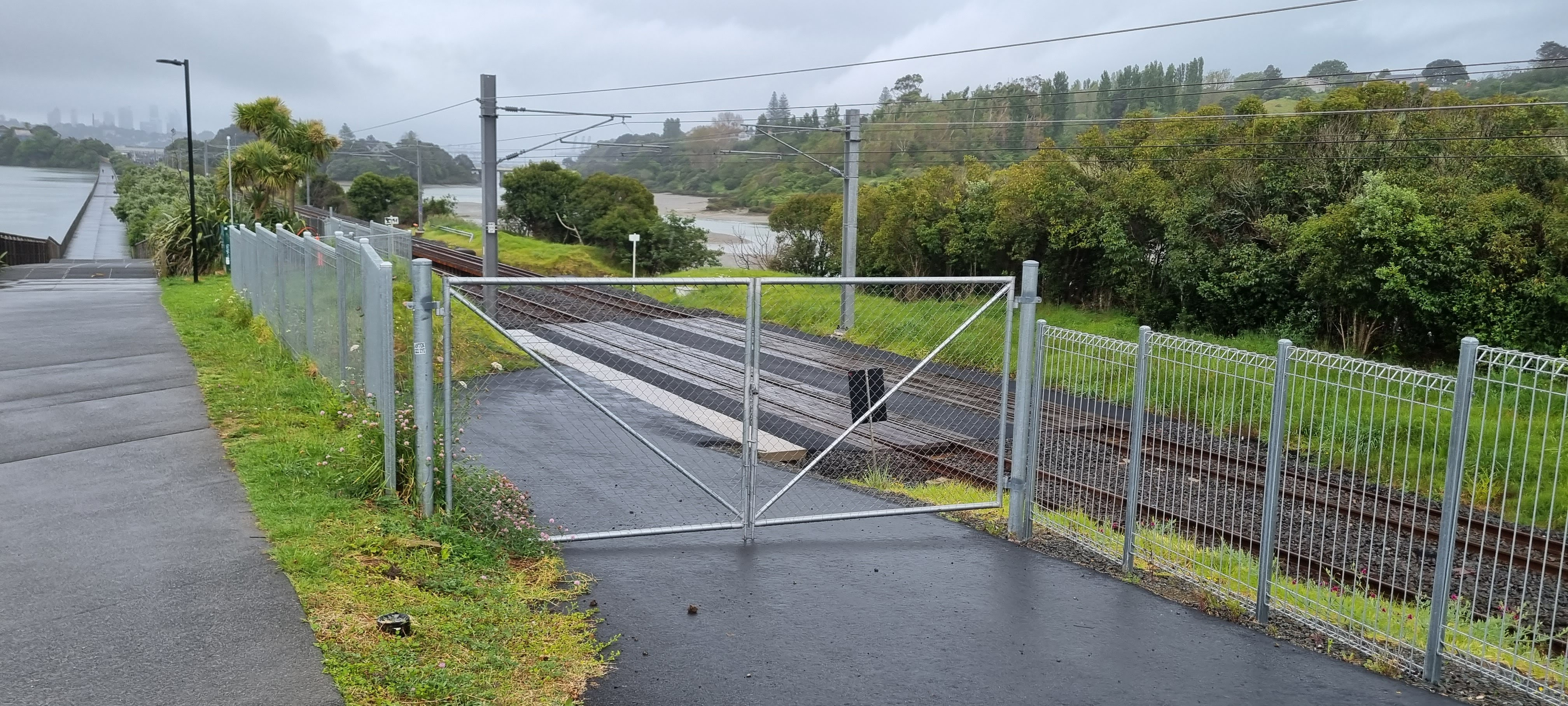
Vorbereitete Eingleisstelle

Eine Eingleisstelle (oder Eingleisungsstelle) ist eine Ein- und Ausfahrtstelle zum und vom Gleis für Zweiwegefahrzeuge (sowohl Straßen- als auch Schienenfahrzeug).  Es handelt sich dabei um eine befestigte Fläche in Höhe der Schienenoberkanten, von der aus ein solches Fahrzeug direkt aus Straßenhöhe auf ein Gleis überfahren kann. Ein Bahnübergang kann daher auch als Eingleisstelle genutzt werden. Eingleisstellen können dauerhaft bestehen oder für Bauarbeiten am Gleis vorübergehend eingerichtet werden.

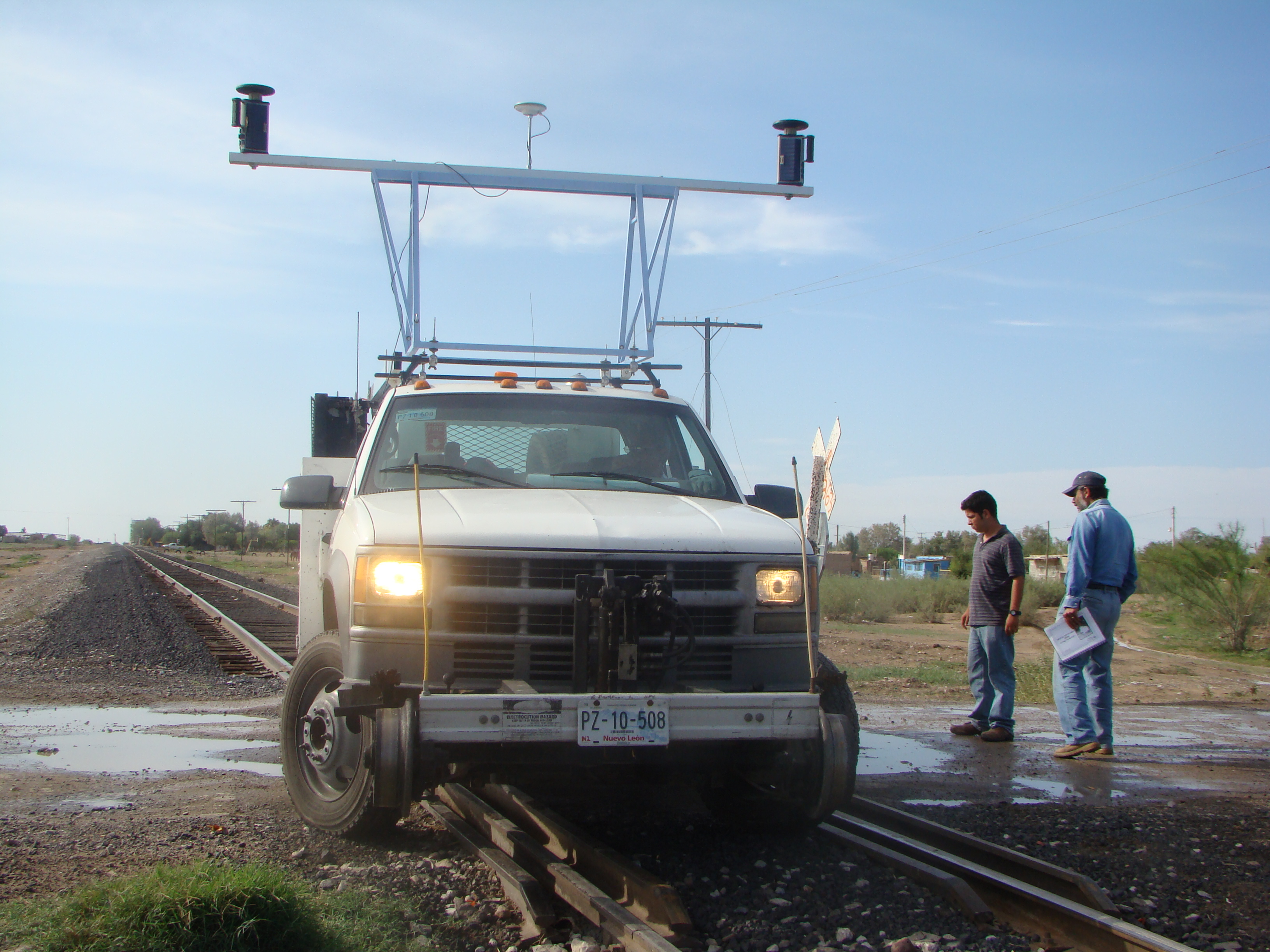
Bahnübergang wird als Eingleisstelle genutzt

Steht eine solche Eingleisstelle nicht zur Verfügung, können Zweiwegefahrzeuge auch unter Verwendung spezieller Eingleishilfen (z. B. Baggermatratzen) eingleisen. Dabei dürfen der Oberbau und die signaltechnischen Einrichtungen nicht beschädigt werden.
Die Arbeitsstelle der Zweiwegefahrzeuge kann sich nahe der Eingleisstelle befinden. Wenn der Bau einer Eingleisstelle wegen ungünstiger Geländetopografie oder Gleisanordnung nicht direkt an der Arbeitsstelle möglich ist, finden Überführungsfahrten von einer geeigneten Eingleisstelle, einem Bahnübergang oder von einem Bahnhof aus statt.
Die Eingleisstellen werden bei Bauarbeiten bei der Deutschen Bahn in der Betriebs- und Bauanweisung (Betra) festgelegt.